# Xu Huang
Xu Huang (in lingua cinese 徐晃) (169 – 227) è stato un generale cinese durante il regno del signore della guerra Cáo Cāo e del suo successore, Cao Pi, durante la fine della Dinastia Han e i Tre Regni. 
È ricordato soprattutto per aver rotto l'assedio nella Battaglia di Fancheng (219).
Chen Shou, l'autore delle Cronache dei Tre Regni, considera Xu Huang tra i cinque generali del Regno di Wei, assieme a Zhang Liao, Yue Jin, Zhang He e Yu Jin.

## Vita
Nato nella contea di Yang ((楊, oggi Hongdong, Shanxi) negli ultimi anni della Dinastia Han, Xu Huang lavorò in gioventù come ufficiale nell'amministrazione locale. Più tardi seguì il generale Yang Feng (楊奉) nella campagna militare contro l'Insurrezione dei Turbanti Gialli e fu nominato comandante della cavalleria (騎都尉).
Nel 196, dopo la morte del tirannico signore della guerra Dong Zhuo, Xu Huang e Yang Fen scortarono l'imperatore Xian da Chang'an a Luoyang, il quale da allora in poi cadde in rovina. Nello stesso anno, Cao Cao andò personalmente a Louyang per costringere l'imperatore a muovere verso Xuchang
Xu Huang allora suggerì a Yang Feng di entrare nelle forze armate di Cao Cao, ma Yang Feng non gli diede retta e inviò una truppa nel futile tentativo di respingere l'imperatore Xian. Cao Cao presto si vendicò e sconfisse Yang Feng, dopo di che Xu Huang si arrese a Cao Cao.
In seguito Xu Huang partecipò in ogni campagna maggiore di Cao Cao, incluse le offensive contro Lü Bu, Yuan Shao, Ma Chao, e Ta Dun (蹋頓). Xu Huang combatté bene in tutte, facendosi notare specialmente per la sua ingegnosità.
Durante la campagna contro l'erede di Yuan Shao nel 203, il difensore della città di Yiyang (易陽) inizialmente si arrese ma presto cambiò idea. Vedendo come si comportava, Xu Huang riconobbe i dubbi che turbavano il suo nemico e gli scrisse una lettera per persuaderlo ed incendiò la città. Il difensore fu sconfitto e Xu Huang conquistò la città senza spargimento di sangue.
Nel 215, Xu Huang si appostò nel Passo Yangping (陽平關) per difendere Hanzhong contro l'avanzata dell'esercito di Liu Bei, che tentava di troncare le rotte commerciali della città. Xu Huang si mosse in modo da colpire frontalmente l'esercito nemico. Molti soldati nemici caddero dal dirupo su sui combattevano di fronte al furioso attacco di Xu Huang e la città fu messa in sicurezza.
Il momento di maggior gloria nella carriera militare di Xu Huang avvenne nella Battaglia di Fangcheng, nel 219. Quando la città di Fangcheng (樊城), al giorno d'oggi un distretto di Xiangfan, Hubei, fu assediata dal generale nemico Guan Yu e i primi rinforzi inviati da Yu Jin furono sconfitti, Xu Huang fu inviato come un secondo rinforzo per aiutare e proteggere la città.
Sapendo che la maggior parte dei suoi soldati non avevano ricevuto un adeguato addestramento, Xu Huang non entrò direttamente nella battaglia ma si accampò dietro il nemico avendo così un effetto deterrente. Intanto, ordinò ai suoi uomini di scavare trincee intorno alla città nemica di Yancheng (偃城) con l'idea di bloccare i rifornimenti alla città. I nemici furono così ingannati ed abbandonarono le loro posizioni. Xu Huang stabilì a Yan il suo punto d'appoggio.
In questo periodo arrivarono altri rinforzi coi quali l'esercito di Xu Huang attaccò l'accampamento di Guan Yu. Guan Yu inviò 5000 uomini a cavallo incontro all'esercito, ma furono sconfitte. Molti di questi soldati furono spinti nel vicino Fiume Han e annegati. L'assedio di Fangcheng fu rotto. Quando Cao Cao venne a conoscenza della vittoria, lodò Xu Huang e lo paragonò a Sun Tzu and Tian Rangju(田穰苴).
Quando Xu Huang fece ritorno, Cao Cao inviò sette li fuori dalla città per accoglierlo, dandogli pieno merito per la vittoria conseguita. Durante il ricevimento, i soldati di altri comandanti si spostarono in modo da dare modo a Cao Cao di vedere nel migliore dei modi, ma gli uomini di Xu Huang si fermarono ordinatamente in coda. Vedendo questo, Cao Cao lodò: "Il generale Xu ha veramente ereditato la classe di Zhou Yafu".
Dopo la morte di Cao Cao nel 220, Xu Huang continuò ad essere un uomo di fiducia del suo successore, Cao Pi. Divenne Generale del Diritto (右將軍) e marchese di Yangping (陽平侯). Quando Cao Rui subentrò a Cao Pi nel 227, inviò Xu Huang a difendere Xiangyang contro l'invasione del Regno di Wu. Xu Huang morì lo stesso anno di malattia, domandando una sepoltura in abiti non ufficiali. Gli fu dato il titolo postumo di marchese di Zhuang (壯侯), letteralmente "marchese robusto". Gli successo Xu Gai (徐該), che insieme ai discendenti di Xu Huang ereditò il titolo di marchese.

## Romanzo dei Tre Regni
Il Romanzo dei Tre Regni è un romanzo storico scritto da Luo Guanzhong basato sui fatti avvenuti prima e durante il periodo dei Tre Regni. Xu Huang appare per la prima volta nel tredicesimo capitolo, dove presta servizio a Yang Feng, un ufficiale militare nella capitale Chang'an. Insieme scortano l'imperatore Xian a Luoyang dopo la morte di Dong Zhuo, che teneva l'imperatore in ostaggio.
Quando Cao Cao arriva a Louyang per andare a prendere l'imperatore a Xuchang, Yang Feng manda Xu Huang a dissuaderlo. Vedendo il formidabile Xu Huang sul suo cavallo, Cao Cao conosce quest'uomo straordinario. Il signore della guerra mandò la sua guardia del corpo ed uno dei più fieri guerrieri, Xu Chu, a duellare col nemico.
Nessuno dei due poté avere un vantaggio sull'altro anche dopo cinquanta attacchi, e Cao Cao fu sorpreso dell'abilità di Xu Huang. Non volendo che nessuno dei due si facesse del male, Cao Cao chiamò Xu Chu alla ritirata. Venuto a conoscenza che il suo signore voleva reclutare Xu Huang, Man Chong, un suddito di Cao Cao e concittadino di Xu Huang, si offrì volontario per convincere Xu Huang a disertare.
Quella notte, Man Chong si travestì come un soldato comune e spiò nella tenda di Xu Huang. Dopo qualche tentativo di persuasione, Xu Huang cedette. Man Chong gli propose di uccidere Yang Feng per suggellare la diserzione. Comunque, Xu Huang fu onesto e rifiutò di uccidere il suo ex superiore.
Nel libro Xu Huang incontra la sua fine fuori Xincheng (新城), dove viene colpito in fronte da Meng Da dalle mura della città. I suoi uomini lo riportano immediatamente al campo, dove il medico rimuove la freccia e tenta di curarlo, ma alla fine il generale muore a notte fonda. Nel romanzo muore a cinquantanove anni, ma questo dato non è supportato da fonti storiche. Xu Huang è anche popolarmente considerato come uno dei più grandi generali di Cao Cao, al fianco di Zhang Liao, Yue Jin, Xiahou Dun.

## Riferimenti attuali
Una serie televisiva in 84 episodi mandata in onda dalla Mantdarin TV e molti anime basati sul Romanzo dei Tre Regni vennero messi in onda nello stesso periodo, e Xu Huang fu spesso ritratto come un coraggioso, leale e affidabile servo di Wei.
Distante da questa visione, Koei, la casa produttrice di videogiochi giapponese, ha utilizzato la figura di Xu Huang in alcuni videogiochi di strategia come Romance of the Three Kingdoms e la serie Dynasty Warriors.